# Metrofane III di Costantinopoli
Metrofane III di Bisanzio (in greco Μητροφάνης Γ΄ o Βυζάντιος?; 1520 – Costantinopoli, 9 agosto 1580) è stato un arcivescovo ortodosso bulgaro, patriarca ecumenico di Costantinopoli per due volte: dal 1565 al 1572 e dal 1579 alla sua morte.

## Biografia
Metrofane nacque nel 1520 da mercante bulgaro nel villaggio di Agia Paraskevi (ora parte di Istanbul), da dove prese il cognome Byzantios (di Bisanzio). Il suo nome di nascita potrebbe essere Manuele o Giorgio.
Nel 1546 fu nominato metropolita di Cesarea dal suo amico il patriarca Dionisio II, che lo mandò successivamente a Venezia per raccogliere fondi, ma Metrofane andò anche a Roma ed incontrò il papa. Nel 1548 questa notizia destò grande preoccupazione in una parte della popolazione greca di Costantinopoli, che scaturì in rivolte e in un tentativo di uccidere Dionisi, considerato colpevole alla pari di Metrofane. Dionisio rischiò di essere deposto, ma nessuna azione fu intrapresa contro di lui perché godeva dell'appoggio di Solimano il Magnifico. Metrofane fu deposto come metropolita di Cesarea, ma nel 1551 ricevette il perdono e si stabilì a vivere nel Monastero della Santissima Trinità nell'isola di Chalki dove si prese cura della biblioteca, ampliandola di nuovi libri.
Fu eletto Patriarca la prima volta nel gennaio o febbraio 1565 con il sostegno del ricco e influente Michail Kantakouzenos. Regnò per sette anni e cercò di migliorare le finanze del Patriarcato anche attraverso un viaggio in Moldavia. Era un letterato dalla mentalità aperta e ben disposto nei confronti degli occidentali, sia cattolici che protestanti. Nel 1568, Metrofane condannò in una lettera enciclica il maltrattamento degli ebrei a Creta, affermando: 
Fu deposto il 4 maggio 1572 quando Michail Kantakouzenos iniziò a sostenere il giovane e brillante Geremia II Tranos. Dopo la sua deposizione, per garantirgli un reddito finanziario, fu nominato vescovo eis zoarkeian (cioè senza obblighi pastorali) di Larissa e Chios, e tornò a vivere nel Monastero della Santissima Trinità nell'isola di Chalki, vicino alla capitale.
Dopo i suoi tentativi di tornare sul trono, nel 1573 fu esiliato sul Monte Athos. Sei anni dopo, in seguito all'esecuzione di Michail Kantakouzenos e dell'omicidio del visir Mehmed, Geremia perse i suoi sostenitori e Metrofane fu re-instaurato con successo sul trono il 25 novembre 1579. Morì pochi mesi dopo, il 9 agosto 1580, e fu sepolto nella chiesa di Pammakaristos, all'epoca cattedrale patriarcale.